# Bahnstrecke Lahti–Vesijärvi
| Station Salpausselkä |                          |                                          |                                          |
| Streckenlänge: | 3,1 km                   |                                          |                                          |
| Spurweite: | 1524 mm (Russische Spur) |                                          |                                          |
| |                          |                                          |                                          |
| \| \| \| von Heinola, von Kouvala und von Loviisa \| \| \| \| 130,170 \| Lahti \| Lahti \| \| \| (127,7) \| von Riihimäki \| von Riihimäki \| \| \| \| Hämeenlinnantie (ehemals 12) \| \| \| \| 129,372 \| Salpausselkä \| Salpausselkä \| \| \| \| Jalkarannantie (2956) \| \| \| \| 130,800 \| Vesijärvi \| Vesijärvi \| |                          |                                          |                                          |
| Abzweig geradeaus, von links und von rechts |                          | von Heinola, von Kouvala und von Loviisa | von Heinola, von Kouvala und von Loviisa |
| Bahnhof | 130,170                  | Lahti                                    | Lahti                                    |
| Abzweig geradeaus, nach links und von links | (127,7)                  | von Riihimäki                            | von Riihimäki                            |
| Strecke mit Straßenbrücke |                          | Hämeenlinnantie (ehemals 12)             | Hämeenlinnantie (ehemals 12)             |
| Haltepunkt / Haltestelle Strecke ab hier außer Betrieb | 129,372                  | Salpausselkä                             | Salpausselkä                             |
| Bahnübergang (Strecke außer Betrieb) |                          | Jalkarannantie (2956)                    | Jalkarannantie (2956)                    |
| Kopfbahnhof Streckenende (Strecke außer Betrieb) | 130,800                  | Vesijärvi                                | Vesijärvi                                |

Die Bahnstrecke Lahti–Vesijärvi wurde im Zusammenhang mit der Bahnstrecke Lahti–Riihimäki 1869 gebaut. Der Hafen am Vesijärvi war damals ein wichtiger Knotenpunkt für Güter und Personen. Erst im Anschluss entwickelte sich Lahti als Logistik- und Einkaufszentrum.

## Geschichte
Am 1. November 1869 fand die feierliche Eröffnung des Bahnverkehrs nach Vesijärvi statt. Um 1900 wurde der Bahnhof Vesijärvi zum „Bahnhof dritter Klasse“. Lahti erhielt 1905 Stadtrechte. Nachdem 1935 der neue Bahnhof Lahti eröffnet wurde, sanken die Transporte nach Vesijärvi kontinuierlich. Der Personenverkehr endete zum 17. August 1953, der Güterverkehr am 1. März 1988. Im Anschluss wurden die Gleise abgebaut. Übrig blieb ein Gleis zum Haltepunkt Salpausselkä. Dieser wird heute nur im Sonderverkehr bei Skiveranstaltungen oder Messen genutzt.

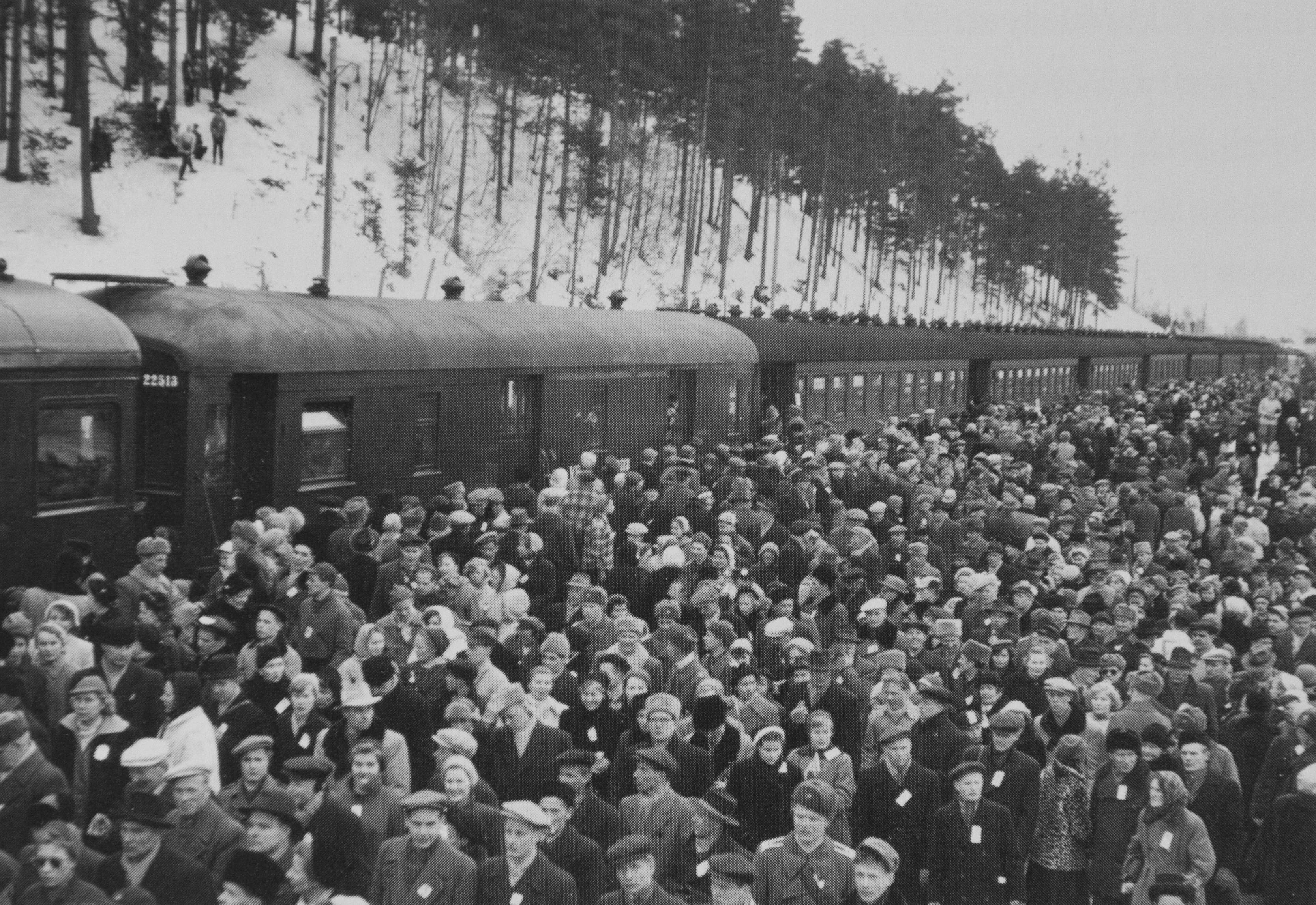
Salpausselkä (1938)
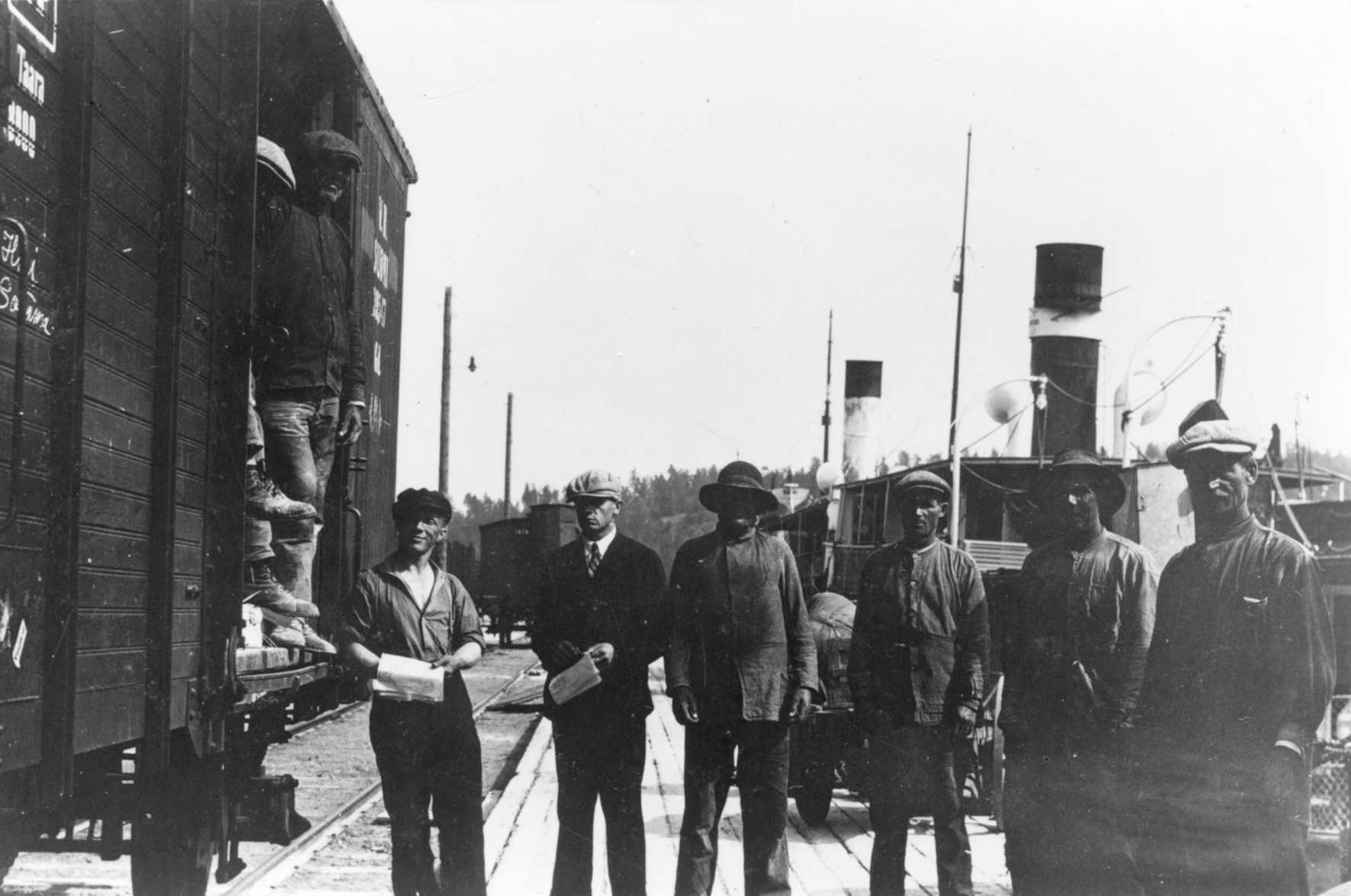
Vesijärvi (um 1920)
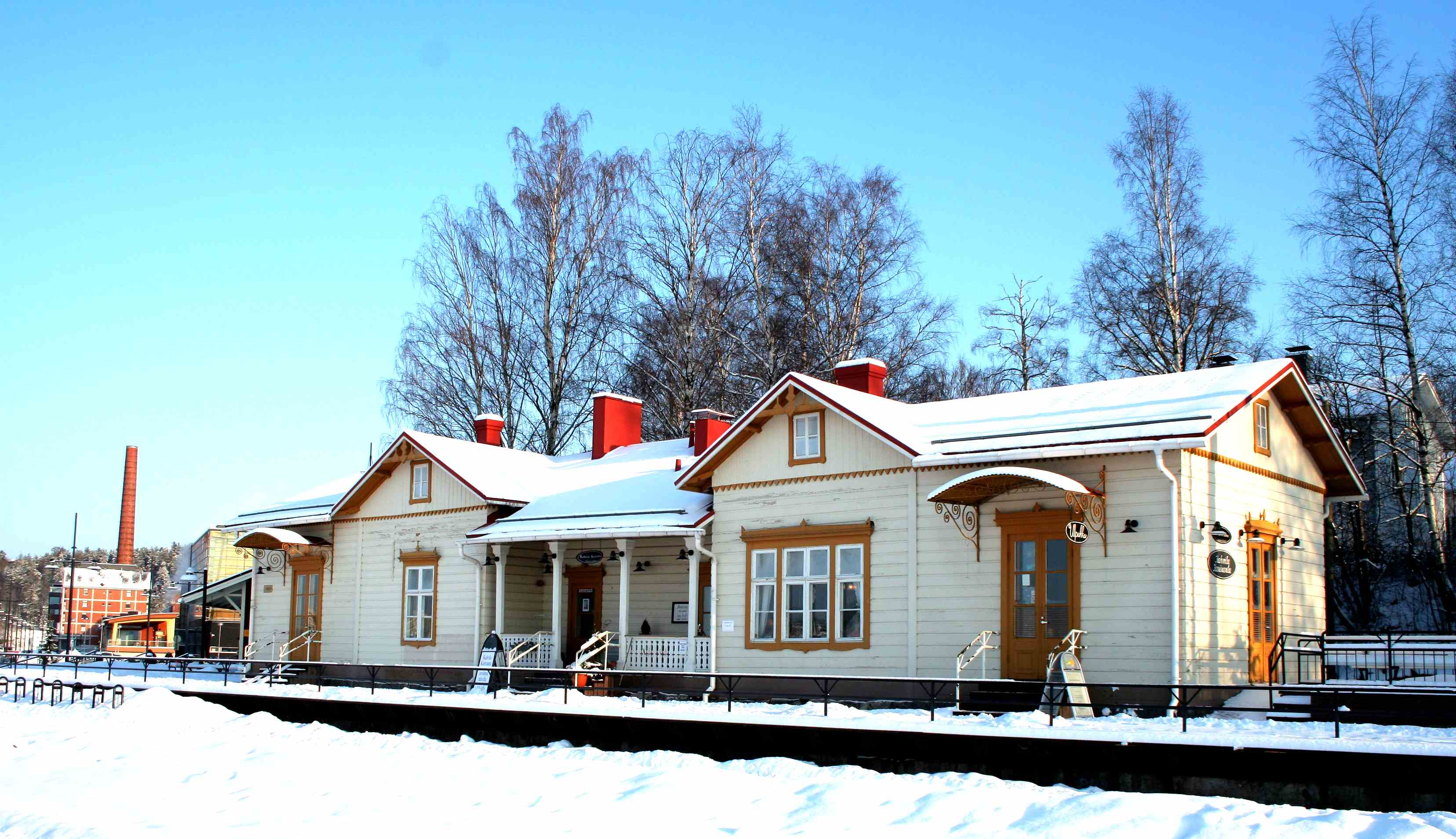
Vesijärvi (2006)